# Alkehol
Alkehol — рок-гурт з Чехії, що грає в стилі Rock, Beer rock, Punk rock.

## Біографія
Гурт «Алкеголь» був утворенний в листопаді 1991 року Ота Герешом та Петером (Куна) Бунешом, учасниками трешметалевого гурту «Kryptor», які вирішили створити декілька кумедних пісень у іншому стилі з текстами на «пабну» тематику. Після виходу у 1992 році першого альбому під назвою «Alkehol» до складу гурту увійшли барабанщик Мартін Мелмус та бас-гітарист Тонда Рауер.

## Склад гурту
- Ота Гереш (Ota Hereš) — вокал, гітара
- Петр «Куна» Бунеш (Petr «Kuna» Buneš) — гітара
- Мартін Мелмус (Martin Melmus) — ударні
- Тонда Рауер (Tonda Rauer) — Бас-гітара

## Дискографія
- 1992 — Alkehol
- 1993 — S úsměvem se pije líp
- 1994 — Alkeholism
- 1995 — Na zdraví
- 1996 — Odpočívej v pokoji
- 1997 — 100 %
- 1998 — Alkohol, to je moje milá
- 1999 — Metla lidstva
- 2000 — Pili jsme a budem (hity, klipy, bonusy 1991–2001)
- 2002 — Planeta vopic
- 2003 — Už se to smaží a peče
- 2005 — Kocovina
- 2006 — Dvanáctka
- 2008 — Johoho
- 2010 — Pojďme se napít
- 2012 — 20 let na tahu (2 CD)
- 2012 — Do bezvědomí

## Галерея

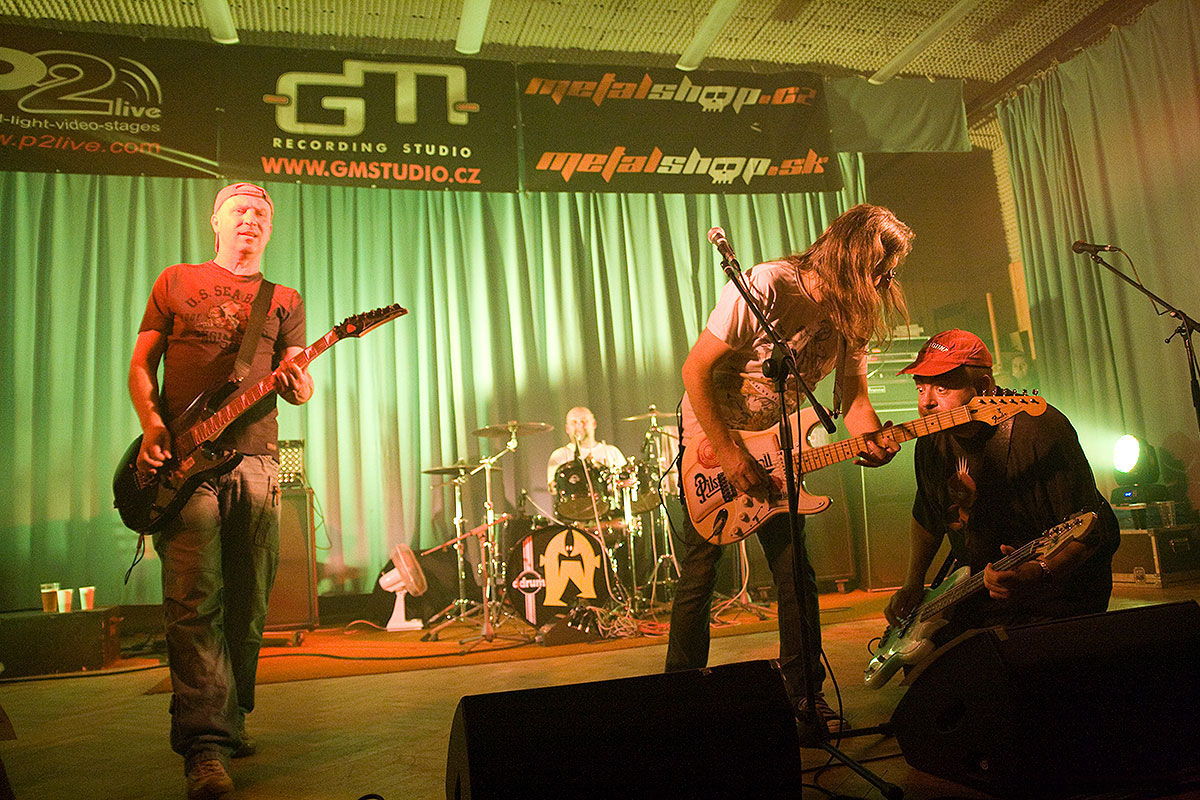
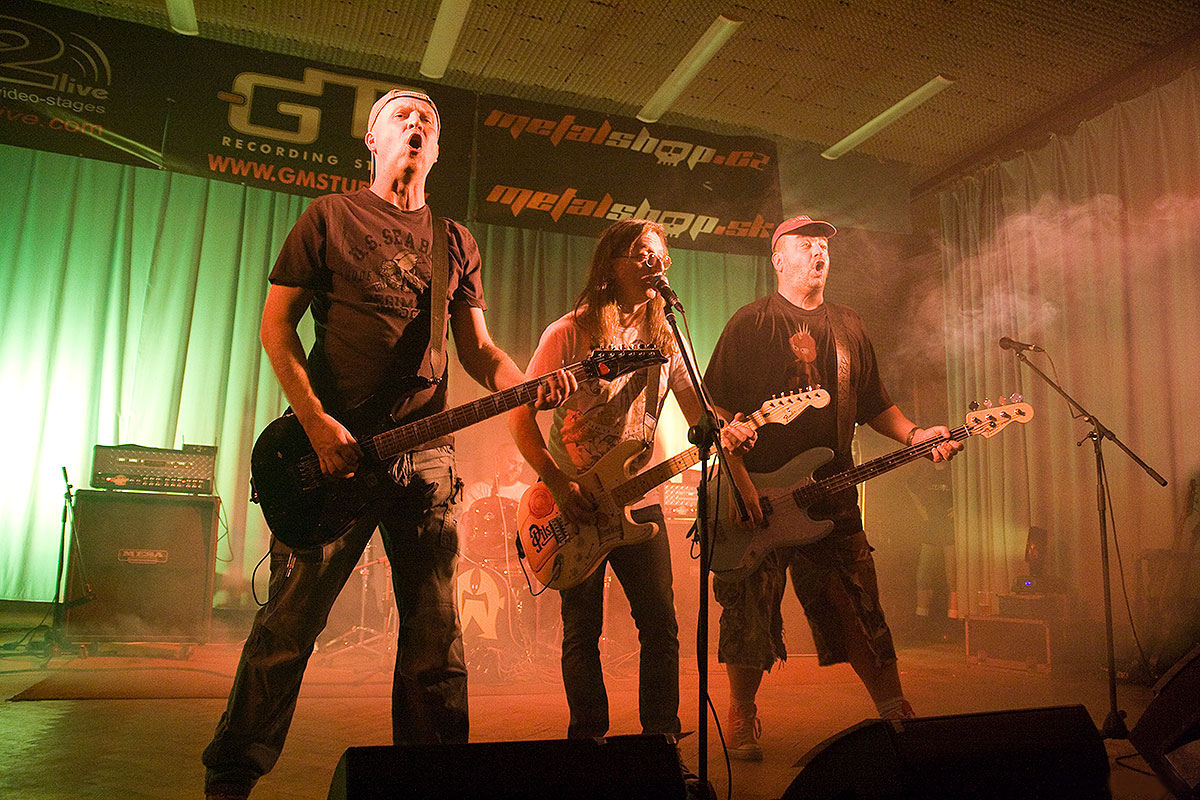
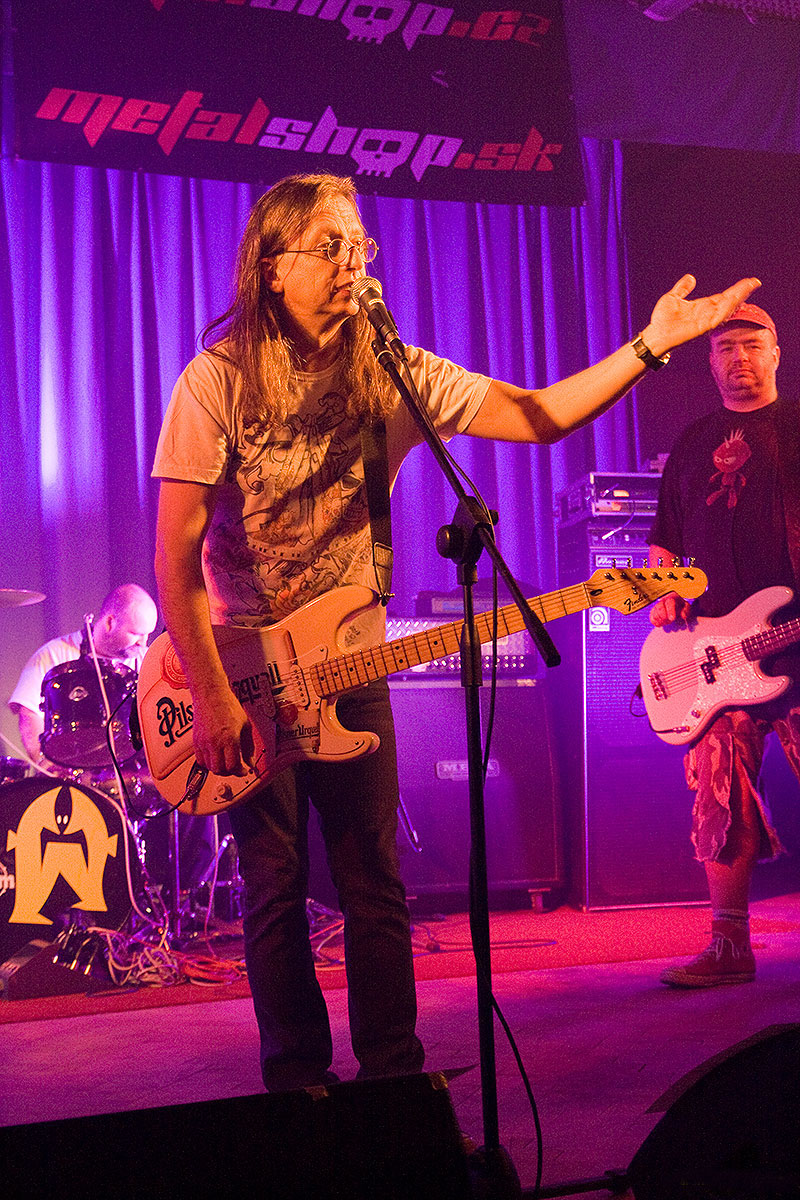
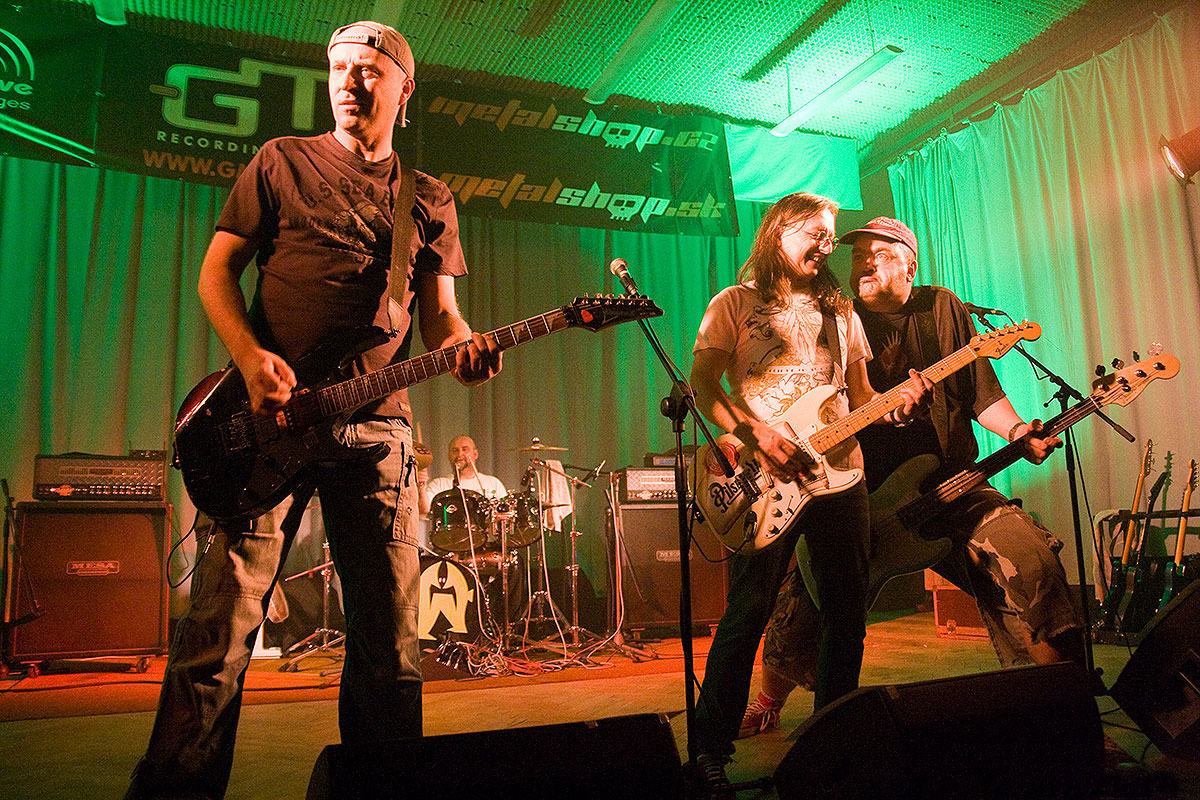